# 1920年アントワープオリンピックのベルギー選手団
1920年アントワープオリンピックのベルギー選手団（1920ねんアントワープオリンピックのベルギーせんしゅだん）は、1920年8月14日から9月12日にかけてベルギーのアントウェルペン州アントワープで開催された1920年アントワープオリンピックのベルギー選手団、およびその競技結果。

## 概要
今大会は金メダル14個、銀メダル11個、銅メダル11個の合計36個のメダルを獲得した。

## メダル
| メダル | 選手名                                                                                        | 競技   | 種目                 |
| ------ | --------------------------------------------------------------------------------------------- | ------ | -------------------- |
| 金     | アンリ・ジョルジュ                                                                            | 自転車 | 男子50kmレース       |
| 銅     | アルベール・ワイクマンス アルベール・デ・ブンネ ジャン・ジャンセン アンドレ・フェルクリュイス | 自転車 | 男子団体ロードレース |